# 1974 في الكويت

## المناصب
- أمير الدولة : صباح السالم الصباح
- رئيس الوزراء: جابر الأحمد الصباح

## أحداث
- الهجوم على السفارة اليابانية في الكويت

## مواليد
- محمد الصيرفي - ممثل.
- إلهام الفضالة - ممثلة.
- جمال مبارك - لاعب كرة قدم.
- خالد الفضلي - لاعب كرة قدم.
- باسل حمود الصباح - وزير.
- خالد الطاحوس - سياسي.
- أحمد المطيري - سياسي.
- براك الصوري - شاعر.

## وفيات
- عبد اللطيف الكويتي - مغني